# Onomarchus (geslacht)
Onomarchus is een geslacht van rechtvleugeligen uit de familie sabelsprinkhanen (Tettigoniidae). De wetenschappelijke naam van dit geslacht werd in 1874 voorgesteld door Carl Stål.

## Soorten
- Onomarchus bisulcatus Ingrisch & Shishodia, 1998
- Onomarchus cretaceus Serville, 1838
- Onomarchus leuconotus Serville, 1838
- Onomarchus philippinensis Weidner, 1965
- Onomarchus uninotatus Serville, 1838